# 용인교통
용인교통은 경기도 용인시의 마을버스 회사이고 차고지는 경기 용인시 기흥구 지삼로 378(지곡동)에 있다.

## 운행 노선
| 노선 번호   | 운행구간            | 운행구간 | 운행구간            | 경유지                                                                                               | 배차 간격 (분) | 비고 |  |
| ----------- | ------------------- | -------- | ------------------- | --- | -------------- | ---- |  |
| 17(A) 17(B) | 삼막곡              | → ←      | 삼막곡              | 신갈6리, 상미마을입구, 신갈우체국, 기흥역, 기흥구청, 기흥고등학교, 신갈6리                           | 70             |      |  |
| 18(A)       | 청현대명 태영아파트 | ↔        | 기흥구청            | 두진아파트, 신갈오거리, 기흥역                                                                       |                |      |  |
| 18(B)       | 청현대명 태영아파트 | ↔        | 영통역              | 하갈1동, 청명호수마을, 경희대학교                                                                    |                |      |  |
| 18-1        | 기흥구청            | ↔        | 청현대명 태영아파트 | 구갈초등학교, 신갈오거리, 두진아파트                                                                 |                |      |  |
| 19          | 보정대림아파트      | ↔        | 오리역              | 솔뫼 현대홈타운, 죽전역, 죽전패션타운                                                                | 20             |      |  |
| 30          | 써니밸리            | ↔        | 죽전역              | 지곡동, 한국민속촌, 상갈역·금화마을·경기도박물관, 신갈오거리, 면허시험장, 구성역, 보정역             | 15             |      |  |
| 32          | 써니밸리            | ↔        | 영통역              | 지곡동, 한국민속촌, 한보라마을, 보라중학교, 신갈저수지, 경희대학교                                   | 40             |      |  |
| 38          | 고매동              | ↔        | 수지구청            | 공세동, 한보라단지, 한국민속촌, 상갈역, 신갈오거리, 구갈초등학교, 신갈역, 성호샤인힐즈, 이현마을     | 70             |      |  |
| 38-1        | 대주피오레          | ↔        | 기흥구청            | 보라중학교, 한국민속촌, 상갈역, 경기도박물관, 기흥역                                                 | 20             |      |  |
| 45A         | 기흥동주민센터      | ↔        | 한일마을            | 기흥초등학교, 대주피오레                                                                             |                |      |  |
| 45B         | 기흥동주민센터      | ↔        | KMW복지관           | 기흥초등학교, 고매동                                                                                 |                |      |  |
| 51          | 공세동              | ↔        | 기흥역              | 한보라단지, 한국민속촌, 상갈역, 경기도박물관                                                         |                |      |  |
| 51-1        | 골드CC              | ↔        | 신갈역              | 코리아퍼블릭, 신한연수원, 공세동, 보라중학교, 보라초등학교, 신갈오거리, 현대홈타운→ 신갈역→ 기흥구청 | 40             |      |  |
| 52          | 골드CC              | ↔        | 영통역              | 코리아퍼블릭, 신한연수원, 공세동, 신갈저수지, 경희대학교                                             | 80             |      |  |
| 53          | 서천동              | ↔        | 기흥구청            | 서천지구, 경희대학교, 신갈저수지, 상갈역, 신갈오거리, 기흥역                                         | 60             |      |  |
| 54          | 지곡리              | ↔        | 기흥구청            | 지곡동, 한국민속촌, 상갈역, 경기도박물관, 기흥역                                                     | 30             |      |  |
| 55          | 서천동              | ↔        | 영통역              | 서천지구, 서그내, 영일중학교                                                                         | 12             |      |  |
| 56          | 대명태영아파트      | ↔        | 죽전역              | 상미마을, 삼막곡                                                                                     | 60             |      |  |
| 58          | 보정대림아파트      | →        | 보정대림아파트      | 솔뫼현대홈타운, 정평, 수지구청, 죽전역→ 보정역                                                       | 40             |      |  |
| 58-1        | 죽전역              | ↔        | 흥덕11, 15단지      | 신수로, 흥덕13단지, 흥덕중학교, 흥덕1단지, 흥덕8,9단지                                               | 20             |      |  |
| 58-2        | 보정대림아파트      | ↔        | 수지구청역          | 솔뫼현대홈타운, 이현초교, 지역난방공사, 수지구청역                                                   | 20~40          |      |  |

## 주요 차량
- 자일대우버스: NEW BS090, 레스타
- 현대자동차: e-카운티, 뉴 카운티, 현대 카운티 뉴 브리즈